# Zbigniew Stypułkowski
Zbigniew Franciszek Stypułkowski, ps. „Sobota”, „Zbyszek” (ur. 26 marca 1904 w Warszawie, zm. 30 marca 1979 w Londynie) – polski polityk, adwokat, poseł na Sejm III kadencji w II RP, z ramienia Stronnictwa Narodowego.

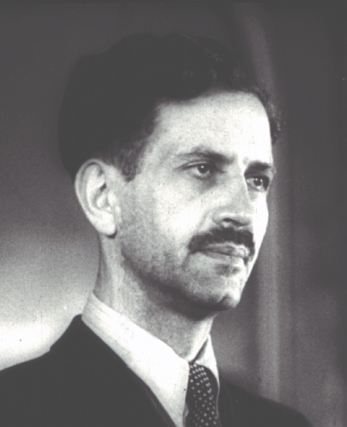
Zbigniew Stypułkowski podczas procesu szesnastu, Moskwa 1945

## Życiorys
W 1910 rozpoczął naukę w warszawskim Gimnazjum gen. Pawła Chrzanowskiego. W listopadzie 1918 jako gimnazjalista uczestniczył w rozbrajaniu Niemców w Warszawie. W lipcu 1920, w obliczu najazdu Armii Czerwonej na Polskę zgłosił się na ochotnika do Wojska Polskiego, walczył jako żołnierz pociągu pancernego Lb.16 Mściciel.
W 1921 zdał maturę i rozpoczął studia na Wydziale Prawa i Nauk Politycznych Uniwersytetu Warszawskiego, który ukończył w 1925. Członek, a później prezes korporacji Aquilonia, a następnie prezes Związku Filistrów Aquilonii. W 1925 wybrany na Zjeździe Narodowego Związku Polskiej Młodzieży Akademickiej wiceprezesem Naczelnego Komitetu Akademickiego, od wiosny 1927 pełnił obowiązki prezesa NKA.
Działacz akademicki: wiceprezes Koła Prawników Stud. UW w latach 1922–1924, delegat na zjazdy ogólnopolskiego ZNPMA w 1923 i 1925; wieloletni członek władz Koła Warszawskiego Związku Akademickiego „Młodzież Wszechpolska”; działacz Stronnictwa Narodowego.
Związał się z tworzonym przez Romana Dmowskiego Obozem Wielkiej Polski. Organizował Ruch Młodych Obozu Wielkiej Polski.
Po ukończeniu studiów zdał egzamin sędziowski i adwokacki. W 1930 został wybrany posłem na Sejm RP z listy Stronnictwa Narodowego. Był najmłodszym posłem polskiego Sejmu. Mandat poselski wykonywał do 1935. Po 1935 prowadził praktykę adwokacką. Był między innymi obrońcą Adama Doboszyńskiego w czasie jego procesu we Lwowie. W latach 1930–1937 prezes Zarządu Okręgowego Stronnictwa Narodowego na Podlasiu i członek Rady Naczelnej Stronnictwa. W 1937 po spotkaniu z marszałkiem Edwardem Rydzem-Śmigłym na komersie korporacji akademickiej Arconia został usunięty z władz stronnictwa i zawieszony w prawach członka SN.
Po agresji Niemiec na Polskę we wrześniu 1939 zgłosił się na ochotnika do wojska. W walkach nie uczestniczył. Jego oddział został wzięty do niewoli przez Armię Czerwoną na Wołyniu po agresji sowieckiej 17 września 1939. Został wywieziony do obozu jenieckiego w Talicy, gdzie przebywali żołnierze różnych stopni (w tym gen. Mieczysław Smorawiński i kontradmirał Xawery Czernicki). Będąc podchorążym podał się za plutonowego, dzięki czemu uniknął selekcji NKWD do obozu w Kozielsku i losu swych współtowarzyszy – ofiar zbrodni katyńskiej.
W listopadzie 1939 został wraz z innymi szeregowymi żołnierzami pochodzącymi z terenu okupacji niemieckiej wydany przez władze sowieckie Niemcom. Trafił do stalagu IV B w Mühlbergu, później do stalagu VII A w Moosburg an der Isar niedaleko Monachium, zwolniony z niewoli wiosną 1940.
Po powrocie do Warszawy na krótko aresztowany przez Gestapo, po uwolnieniu wobec rozpoczętych masowych aresztowań polskich polityków (Akcja AB) przeszedł na stopę nielegalną, przez całą wojnę ukrywając się na fałszywych dokumentach. Pomimo przyjętych środków ostrożności (m.in. fikcyjny rozwód (separacja kanoniczna) z żoną) po zaostrzeniu terroru okupanta w 1943 cała jego rodzina (żona Aleksandra Stypułkowska, matka) została aresztowana i wywieziona do obozów koncentracyjnych w Rzeszy.
Od 1942 członek Tymczasowej Komisji Rządzącej, następnie Wojennego Zarządu Głównego Stronnictwa Narodowego. Był przeciwny sposobowi, w jaki kierownictwo stronnictwa przystąpiło do Armii Krajowej. Wyszedł z częścią Narodowej Organizacji Wojskowej i założył wespół z ONR Narodowe Siły Zbrojne. W latach 1943–1944 sekretarz generalny Tymczasowej Narodowej Rady Politycznej. Nie przestał politycznie uważać się za członka SN. Po dwóch latach (w marcu 1944) zawarł własną umowę scaleniową Narodowych Sił Zbrojnych (NSZ) z Armią Krajową, rozszedł się z ONR, powrócił do SN, wziął udział w powstaniu warszawskim (za zasługi podczas powstania został odznaczony Złotym Krzyżem Zasługi). W listopadzie 1944 współzałożyciel Narodowego Zjednoczenia Wojskowego.
28 marca 1945 wraz z innymi przywódcami polskiego państwa podziemnego zwabiony w Pruszkowie przez Iwana Sierowa pod pretekstem rozmów w sprawie wykonania postanowień konferencji jałtańskiej, aresztowany przez NKWD i wywieziony na moskiewską Łubiankę. W śledztwie jako jedyny odmówił nawet formalnie przyznania się do „winy”.
Sądzony w pokazowym procesie szesnastu w Moskwie w czerwcu 1945, został skazany na cztery miesiące więzienia. W sierpniu 1945 powrócił do Polski. Zagrożony aresztowaniem 30 listopada 1945 opuścił kraj, wywieziony przez oficerów 1 Dywizji Pancernej w konwoju UNRRA. W kilka godzin po wyjeździe UB było w jego warszawskim mieszkaniu.
Z Niemiec wyjechał do Włoch, gdzie wstąpił do 2 Korpusu. Wraz z jego żołnierzami ewakuował się w 1946 do Wielkiej Brytanii, łącząc się z rodziną (matka i żona przeżyły wojnę, syn wyjechał wraz z nim z Polski). Działacz Stronnictwa Narodowego na uchodźstwie. W latach 1954–1966 członek Egzekutywy Zjednoczenia Narodowego – władz wykonawczych Rady Jedności Narodowej – emigracyjnego substytutu parlamentu. Po śmierci ambasadora Józefa Lipskiego, który był nieoficjalnym przedstawicielem Egzekutywy w Waszyngtonie, w latach 1959–1970 Zbigniew Stypułkowski był jego następcą.
Autor wspomnień W zawierusze dziejowej (1951) (wyd. II rozszerzone pt. Zaproszenie do Moskwy). (trzy wydania angielskie i amerykańskie, wydanie francuskie, portugalskie, hiszpańskie i arabskie). Książka jest barwnym opisem wojennych przeżyć autora i bardzo cenną analizą metod śledczych NKWD stosowanych wobec aresztowanych członków władz polskich (a w konsekwencji także wobec innych ofiar procesów pokazowych w ZSRR i innych krajach komunistycznych doby stalinizmu). Wydanie angielskie poprzedził przedmową Hugh Trevor-Roper.

## Życie prywatne
Był synem Franciszka Antoniego Stypułkowskiego i Anny Janiny Olgi z domu von Probst-Wassman. Ojciec Andrzeja Stypułkowskiego.

## Odznaczenia
- Złoty Krzyż Zasługi[4]
- Złoty Krzyż Zasługi z Mieczami[5]